# بلدة أونالاسكا (ويسكونسن)
أونالاسكا (بالإنجليزية: Onalaska (town), Wisconsin)‏ هي بلدة تقع بولاية ويسكونسن في الولايات المتحدة. تبلغ مساحتها 116.3 (كم²)، وترتفع عن سطح البحر 219 م، بلغ عدد سكانها 5720 نسمة في عام 2012 حسب إحصاء مكتب تعداد الولايات المتحدة وتصل الكثافة السكانية فيها 54.4 نسمة/كم2.

## وصلات خارجية
- The US50 - Cities and Towns in Wisconsin State
- Wisconsin Cities and Towns, Facts, Map, Flag, Colleges, Government, and More